# Castillo de Niebla (Chile)
El Castillo de Niebla, bautizado originalmente en honor al virrey del Perú, el X conde de Lemos, como Castillo de la Pura y Limpia Concepción de Monforte de Lemos, también conocido popularmente como Fuerte de Niebla, es una fortificación ubicada en la localidad de Niebla, comuna de Valdivia, Chile. Forma parte del sistema fortificado construido a partir del siglo XVII en la desembocadura del río Valdivia por los conquistadores españoles. 
Actualmente es administrado como Museo de Sitio Castillo de Niebla por el Servicio Nacional del Patrimonio Cultural. 
Fue declarado monumento nacional en la categoría «Monumento Histórico», en virtud del Decreto supremo 3869 del 14 de junio de 1950.

## Historia

### Período español
El castillo fue una fortificación que perteneció a la Monarquía Católica, construida bajo órdenes de sus ingenieros partir de la repoblación hispánica del territorio en 1645. Desde el siglo XVII y fundamentalmente durante la segunda mitad el siglo XVIII, se consolidó como una más de las grandes construcciones del sistema defensivo del Mar del Sur. Por entonces, la bahía de Corral y el norte de la isla grande de Chiloé, se convirtieron en el denominado Antemural del Pacífico por su ubicación estratégica en lo que respecta a la defensa del virreinato peruano.
Niebla se relacionó estratégicamente con los Castillos San Pedro de Alcántara en Mancera, Castillo de San Sebastián de la Cruz en Corral y Castillo San Luis de Alba en Amargos; así como con el Castillo San Luis de Alba de Cruces, todas fortificaciones vinculadas a partir del estuario del Río Valdivia. Estas construcciones, junto a otras menores del territorio, pertenecen a lo que se ha conocido como "Escuela de la Fortificación Permanente Abaluartada Hispano-Americana", que surgió como variación local de las normas desarrolladas en Europa, para este tipo de construcciones. Gabriel Guarda señala que «el título de castillo corresponde al rango más elevado, dentro de las fortificaciones permanentes abaluartadas». 
Durante la edificación del Castillo de Niebla se utilizaron materias primas locales y otras importadas, entre ellas, cancagua, piedra laja, greda, "paja ratonera", madera de alerce y piedra pizarra, así como cal y ladrillo. Su estructura actual más relevante es la batería, baluartes y foso externo, así como las ruinas de ciertas construcciones habitacionales y funcionales, cuya forma se debe principalmente a los trabajos proyectados por el ingeniero Juan Garland y White entre 1770-1774 y Manuel Olaguer Feliú entre 1792-1807.
Durante la Toma de Valdivia en 1820, la goleta Moctezuma y el bergantín Intrépido -pertenecientes a la Flota Patriota- anclaron entre el Castillo de Niebla y el Castillo de Corral sin sostener muchos daños. Al aparecerse la fragata O'Higgins por la boca del puerto, el contingente Realista huyó del fuerte de Niebla, asentándose las tropas patriotas en éste hasta que la marea les permitiera dirigirse rumbo hacia Valdivia propiamente tal.

### Chile independiente
Posterior a la independencia y la incorporación de este territorio a la república de Chile, el sitio quedó en un abandono prolongado hasta la primera mitad del siglo XX, cuando fue utilizado para ejercicios militares por parte del ejército de Chile. A mediado de ese siglo fue reconstruido parcialmente en al menos dos ocasiones por el Ministerio de Obras Públicas, a través del trabajo de Roberto Montandón, y en 1950 fue declarado Monumento Histórico Nacional, ampliándose su declaratoria en 1991.
En el marco de la conmemoración del V Centenario de la llegada de Colón a América, se determinó que la administración del monumento quedase bajo responsabilidad de la Dirección de Bibliotecas, Archivos y Museos (DIBAM- hoy Servicio Nacional del Patrimonio Cultural) a través de la creación de un Museo de Sitio que conservara, contextualizara y generara investigación científica para constituir un eje de desarrollo de la comunidad. De esta forma, el Castillo, que estaba administrado desde 1980 por la Ilustre Municipalidad de Valdivia, pasó a ser oficializado como Museo de Sitio tras confirmarse su destinación en marzo de 1993. Un año antes se reconstruyó la Casa del Castellano, las cureñas y merlones de la batería; y realizó la primera excavación científica en el sitio, que fue seguida de otra realizada en el año 1994, de las cuales se obtuvieron los primeros objetos que constituirían entonces la colección basal del nuevo museo.

## Arquitectura
La arquitectura del Fuerte Castillo de Niebla es una viva imagen y diseño representativo de la época colonial. Fue construido por el Imperio español a mediados del siglo XVII.
Parte de su construcción fue hecha con materiales locales, por ejemplo, la piedra de Aconcagua y cal. Por medio de la técnica de mampostería, pues era lo que más se adaptaba las condiciones climáticas de la zona sur de Chile. Tiene un emplazamiento estratégico para la movilidad rápida y visibilidad hacia al acceso marítimo de Valdivia. Las fortificaciones del sur de Chile reflejan la adaptación de modelos europeos de arquitectura militar al contexto geográfico y político del territorio colonial.
Dentro de los materiales principales para su construcción, hasta el día de hoy se pueden ver aquellos elementos características de la ingeniería militar de la época. Entre ellos los cañones, bastiones, almacenes donde guardaban la pólvora y cuarteles donde se resguardaban para dormir, descansar, comer o durante algunos ataques.
Este tipo de arquitectura también muestra influencia de la arquitectura renacentista de italiana.